# Cabane des Diablerets
Die Diableretshütte ist eine Schutzhütte des Schweizer Alpen-Clubs Sektion Jaman in den Waadtländer Alpen (Schweiz).

## Lage und Betrieb
Die Hütte steht unterhalb des «Tête aux Chamois», der Mittelstation der Luftseilbahn «Glacier 3000» zum Diableretsmassivs, über dem Col du Pillon in einer Höhe von 2485 m ü. M. und wird von der Sektion Jaman des Schweizer Alpen-Clubs betrieben und im Frühling (Skitouren) und Sommer bewartet.

## Geschichte
Die 1952 erbaute, traditionelle Hütte unterhalb des Gletscherplateaus der Diablerets bietet viele Kletter- und Tourenmöglichkeiten und nahegelegene Klettersteige. Sie ist für Ausbildungskurse, Schulen und Vereine geeignet. Im Winter ermöglicht sie den Zugang zum Pistengebiet und alpine Besteigungen.
Die Hütte wurde 2018 von der SAC Sektion Chaussy an die Sektion Jaman verkauft und soll aufgewertet werden.

## Zustiege
- Von der Bergstation «Tête aux Chamois» (Normalroute, Sommer und Frühling) in 5 Minuten, Schwierigkeitsgrad T1
- Vom Col du Pillon in 3 Stunden, Aufstieg 950 Höhenmeter, Schwierigkeitsgrad T5

## Kartenmaterial
- Schweizer Bundesamt für Landestopografie swisstopo: Topografische Karten LK 1:50’000, Blatt 272 Saint-Maurice, LK 1:25’000, Blatt 1285 Les Diablerets.